# Římskokatolická farnost – děkanství Kopidlno
Římskokatolická farnost – děkanství Kopidlno je územním společenstvím římských katolíků v rámci jičínského vikariátu královéhradecké diecéze.

## O farnosti
V Kopidlně býval gotický kostel, který v roce 1667 vyhořel. Na jeho místě byla postavena barokní novostavba. Kopidlnská farnost afilovala v rámci procesu slučování farností po roce 2005 původně samostatnou farnost Vršce.

### Přehled duchovních správců
- 1954 - 1999 R.D. Václav Donát (4.7. 1915 - 15.4. 1999) (děkan)
- 1999 - 2003 R.D. ThDr. Andrzej Götz (administrátor)
- 2003 - 2005 R.D. Mgr. Valentin Karol Laburda, OP (administrátor excurendo z Jičína)
- 2005 (od 1.5. do 1.7.) R.D. ThLic Pawel Szumilas (administrátor excurendo z Jičína)
- 2005 - 2007 R.D. Mgr. Cyril Solčáni (administrátor)
- 2007 - 2011 R.D. Mgr. Jan Novotný (administrátor)
- 2011 - 2012 R.D. Mgr. Pavel Jäger (administrátor)
- 2012 - 2023 R.D. ThMgr. Robert Pietrzak (administrátor)
- od r. 2023 R.D. Mgr. Ivan Havlíček (administrátor ex currendo in spiritualibus z Vysokého Veselí)
- od r. 2023 R.D. ICLic. Bc.Th. Prokop Tobek (administrátor excurendo in materialibus z Jičína)

### Současnost
Farnost je od června 2023 bez sídelního duchovního správce.
| Kostel                         | Místo    | Bohoslužba             | Bohoslužba             | Poznámka        |
| ------------------------------ | -------- | ---------------------- | ---------------------- | --------------- |
| Kostel svatého Vojtěcha        | Běchary  | neslouží se pravidelně | neslouží se pravidelně | filiální kostel |
| Kostel svatých Petra a Pavla   | Drahoraz | neslouží se pravidelně | neslouží se pravidelně | filiální kostel |
| Kostel svatého Jakuba Staršího | Kopidlno | neděle                 | 9.00                   | farní kostel    |
| Kostel svatého Václava         | Kozojedy | 28. září               | 9.00 (poutní)          | filiální kostel |
| Kostel svatého Vavřince        | Vršce    | neslouží se pravidelně | neslouží se pravidelně | filiální kostel |
| Kostel svatých Petra a Pavla   | Žlunice  | 3. neděle v měsíci     | 11.00                  | filiální kostel |